# Unternehmen Wirbelwind
Das Unternehmen Wirbelwind (auch: Wirbelwind (klein)) war eine gescheiterte deutsche Panzeroffensive vom 11. August 1942 bis 22. August 1942 am Mittelabschnitt der Ostfront im Deutsch-Sowjetischen Krieg. Sie ist weitgehend unbekannt, da sie durch die deutsche Offensive im Süden überschattet wurde, die in der Schlacht von Stalingrad mündete.

## Zielsetzung
Obwohl die Heeresgruppe Mitte 1942 lediglich defensiv agieren sollte, verblieben starke Panzerkräfte – bestehend aus acht Panzerdivisionen und vier motorisierten Divisionen – in ihrem Bereich. Die Heeresgruppe Süd, die eine raumgreifende Offensive durchführen sollte, verfügte mit neun Panzerdivisionen und fünf motorisierten Divisionen, verstärkt um vier Panzerabteilungen der Heeresgruppe Mitte, vergleichsweise nur über wenige schnelle Truppen mehr.
Durch einen Zangenangriff in Richtung Suchinitschi-Koselsk sollten ein sowjetischer Frontbogen („Suchinitschi-Bogen“) beseitigt und die sowjetische 10. und 16. Armee vernichtet werden, um so eine kräftesparende dauerhafte Verteidigungslinie zu gewinnen. Dazu sollten Verbände der 4. Armee am 7. August nach Süden und Verbände der 2. Panzerarmee am 9. August nach Norden vorstoßen.
Die sowjetische Offensive vom 30. Juli in der Schlacht von Rschew erzwang jedoch den Abtransport von für das „Unternehmen Wirbelwind“ bereitgestellten Verbänden der 4. Armee. Daraufhin entschied Hitler am 7. August den Angriff nur mit dem Südarm durchzuführen. Tags darauf erging eine Weisung, die der 2. Panzerarmee „Schärfste Zusammenfassung der verfügbaren Kräfte, straffste Führung und größte Beschleunigung in der Durchführung der Operation“ befahl.
Insgesamt griffen fünf Panzerdivisionen (9., 11., 17., 19., 20.) mit 400 Panzern sowie mehrere Infanteriedivisionen an.

## Ablauf
Wegen starken Regens begann die Offensive mit zwei Tagen Verspätung. Erfolgreich war die Offensive nur am ersten Tag, als der 11. Panzerdivision ein Vorstoß bis nach Uljanowo gelang. Die Panzerverbände kamen in den nächsten Tagen nur sehr langsam voran, da sie auf „stark vermintes und festungsartig ausgebautes Gelände“ stießen. Joseph Goebbels notierte am 20. August 1942 über die sowjetischen Befestigungen:

„Die Lage bei Suchinitschi ist außerordentlich schwierig. Schmundt hat hier gerade in den letzten Tagen die Front besucht und bringt außerordentlich interessante Ergebnisse mit. Die Russen haben das Gelände in einer Art und Weise verbunkert und befestigt, daß man nur staunen und seiner Bewunderung Ausdruck geben kann. Daß es unseren Truppen trotzdem gelingt, hier durchzubrechen, ist ein Zeichen für ihre zähe Beharrlichkeit und heroische Tapferkeit.“

Nach Hermann Plocher, dem Generalstabschef des Luftwaffenkommandos Ost, gab es trotz effektiver Luft- und Luftabwehrunterstützung nur geringe Anfangserfolge. Generalstabschef Franz Halder notierte dazu am 17. August „Bei 2. Pz.Armee nur sehr geringe Fortschritte bei starken Verlusten“. Die sowjetischen Truppen standen unter dem Eindruck des kurz zuvor erlassenen Befehls Nr. 227, der jeden Rückzug verbot und unter Strafe stellte.
Nachdem der Angriff sich drei Tage zuvor endgültig festgefahren hatte, vermerkte das Kriegstagebuch des OKW am 21. August: „Der Angriff wird durch das sumpfige Waldgelände sehr erschwert. Die eigene Kampfkraft ist sehr gesunken, die Panzer-Verbände haben erhebliche Verluste erlitten.“
Am Morgen des 22. August traten starke sowjetische Panzerkräfte gegen die rechte Flanke zum Gegenangriff an und erzielten schwere Einbrüche. Am selben Tag entschied Hitler laut Halder aus Einsicht, „daß nichts mehr zu erreichen ist“, den bis dahin erfolgten Vorstoß „aus einem entscheidungssuchenden Angriff in einen Fesselungsangriff“ umzuwandeln, um gegnerische Kräfte zu binden.

## Bewertung
Am 12. Dezember 1942 äußerte Hitler laut den Protokollen seiner Lagebesprechungen im Führerhauptquartier:

„Unser kapitalster Fehler in diesem Jahr ist der Angriff gegen Ssuchinitischi gewesen. Das war ein Beispiel mit der Überschrift: So darf man keinen Angriff ansetzen. Wo sie überhaupt nur angreifen konnten, haben sie angegriffen, statt es ganz schmal zusammenzufassen und dann schnell mit den 5 Panzerdivisionen durchzustoßen. Wir haben bei Ssuchinitischi etwa 500 Panzer angesetzt. Sie haben es aber fertiggebracht, sie zu verkleckern. Das ist eine ‚ruhmvolle’ Tat.“

General Lothar Rendulic, Kommandeur der am Angriff beteiligten 52. Infanterie-Division, hielt in seinen Aufzeichnungen fest, dass er von vornherein nicht an den Erfolg glaubte, weil die angesetzten Kräfte viel zu gering gewesen seien. Für ihn eine Folge der durchgehenden Front, die Schwerpunktbildungen ausschloss. Der Ic der Heeresgruppe Mitte Rudolf-Christoph von Gersdorff schreibt, dass Hitler die Operation gegen den Willen des Feldmarschalls Günther von Kluge durchsetzte, während die 2. Panzerarmee den Angriffsraum für Panzer als „völlig ungeeignet“ einschätzte. Für ihn trägt Hitler die Verantwortung für die „schweren Verluste an Menschen und Material“ und den „sinnlosen Tod Tausender deutscher Soldaten“.
Der sowjetische General I. CH. Bagramjan führt den Sieg auf die gestiegene Kampfkraft der Roten Armee und die hohe Kampfmoral durch den Befehl Nr. 227 Stalins zurück, der eingehend von Kommandeuren und Politarbeitern erläutert wurde, und nach seinen Worten „Besitz von unserem Denken und Fühlen“ ergriff.

### Fortleben
Gersdorff widmet dem gescheiterten Unternehmen in seinen Memoiren ausgiebig Raum und zitiert dort auch die Worte, die Hitler dem zögernden Kluge am Telefon gesagt haben soll: „Herr Feldmarschall, dieser Angriff wird durchgehen wie durch Butter. Ich befehle endgültig seine Durchführung.“ Bereits der Film Der 20. Juli von Falk Harnack fiktionalisiert diese Episode, indem er Hitler zu dem anonymisierten Kluge in Gegenwart Henning von Tresckows – er war Ia der Heeresgruppe – dieselben Worte sagen und nach dem gescheiterten Angriff Tresckow gegenüber „Kluge“ bilanzieren lässt: „Herr Feldmarschall, 18.000 Mann in 72 Stunden für die Hirngespinste eines wahnsinnig gewordenen Dilettanten!“